# Yamada Kohei
Kohei Yamada (sinh ngày 8 tháng 1 năm 1989) là một cầu thủ bóng đá người Nhật Bản.

## Sự nghiệp câu lạc bộ
Kohei Yamada đã từng chơi cho Thespa Kusatsu, Colorado Rapids, V-Varen Nagasaki và AC Nagano Parceiro.